# Genco Erkal
Genco Erkal, né le 28 mars 1938 à Istanbul et mort le 31 juillet 2024 dans la même ville, est un acteur puis réalisateur turc.

## Biographie
Genco Erkal est diplômé de psychologie de l'université d'Istanbul en 1959.

Au-delà de sa carrière artistique, Genco Erkal est connu pour prises de position régulières, particulièrement concernant la politique en Turquie. En septembre 2015, il qualifie la fête du sacrifice comme : 

« […] une fête sanglante, primitive, une fête de bondieusards célébrant l'ère obscurantiste de l'humanité. Qu'elle reste loin de moi. »

.

## Récompenses
- 1982 : Orange d'or du meilleur acteur masculin au festival du film d'Antalya[2] ;
- 1983 : Orange d'or du meilleur acteur masculin au festival du film d'Antalya[2].